# Щербаков Микола Миколайович
Мико́ла Микола́йович Щербако́в (нар. 20 липня 1928, Власово-Буртовка) — український скульптор; член Спілки радянських художників України з 1960 року.

## Біографічні дані
Народився 20 липня 1928 року на хуторі Власово-Буртовці (нині Куйбишевський район Ростовської області, Росія). 1950 року закінчив Ворошиловградське художнє училище, де навчався у Василя Агібалова, Віктора Мухіна; 1956 року — Львівський інститут прикладного та декоративного мистецтва, де навчався на кафедрі монументально-декоративної скульптури (викладачі Анатолій Оверчук, Іван Якунін). Дипломна робота — декоративна скульптура «Кукурудзниця-механізатор» для Київського палацу промкооперації (оцінка: відмінно).
Жив у Ворошиловграді/Луганську в будинку на кварталі Димитрова, № 27, квартира № 6 та в будинку на вулиці Демьохіна, № 27, квартира № 65.

## Творчість
Працював в галузі станкової та монументальної скульптури. Серед робіт:
станкова скульптура
- «Орля» (1957, бронза, у співавторстві з Миколою Можаєвим; Харківський художній музей);
- «Дочка Донбасу» (1958);
- портрет Героя Соціалістичної Праці І. Заболотських (1960);
- «Елекстозварниця» (1963, литий бетон; у співавторстві з Миколою Можаєвим);
- «Лілея» за твором «Лілея» Тараса Шевченка (1964, дерево; Національний музей Тараса Шевченка; варіант — 1978);
- «Уля Громова» (1965);
- «Медсестра» (1966);
- «Рідні мелодії» (1967, дерево);
- «Секретар підпільного обкому Луганська Н. Фесенко» (1967);
- «Українка» (1969, дерево; Національний художній музей України);
- «Климент Ворошилов та Олександр Пархоменко» (1969);
- «Студентка» (1971);
- «Художник С. Хаджиков» (1990);
- «Сергій Єсенін» (1991).

монументальна скульптура
- монумент «Слава комуністичній праці!» у Луганську (1961, у співавтостві з Віктором Мухіним, В. Дядичевим, Миколою Можаєвим, Петром Кізієвим, Олександром Редькіним);
- меморіальний комплекс «Нескорені» у місті Сорокиному (1982, у співавторстві);
- пам'ятник «Мужності поженників» у Луганську (1983, у співавторстві).

Брав участь у республіканських та всесоюзних виставках з 1957 року, зарубіжних — з 1958 року.

## Відзнаки
- Заслужений діяч мистецтв УРСР з 1968 року;
- Почесна грамота Президії Верховної Ради УРСР (1983)[1].